# Ватнаволок
Ватна́волок (карел. Aitniemi) — деревня в составе Кедрозерского сельского поселения Кондопожского района Республики Карелия Российской Федерации. Расположена на берегу залива в северной части Онежского озера.

## История
8 октября 1936 года постановлением Карельского ЦИК в деревне была закрыта часовня.
В ноябре 2020 года на территории базы отдыха в деревне Ватнаволок был построен музей — копия переселенческого финского концлагеря для малолетних узников с бараками, заборами, пулемётными и смотровыми вышками. Уже с начала декабря туда будут привозить школьников, они будут смотреть документальные фильмы о жизни узников концлагерей и участвовать в военно-патриотических играх. Постройка музея концлагерного быта сопровождалась скандалами. Строительство должно было начаться ещё в 2019 году — сначала в деревне Шайдома Кондопожского района, затем в самой Кондопоге, но против этого выступали местные жители.

## Население
Численность населения в 1905 году составляла 206 человек.
| 2002 | 2009 | 2010 | 2013 |
| ---- | ---- | ---- | ---- |
| 44   | ↘21  | ↘17  | ↘14  |